# Торболе-Казалья
Торболе-Казалья (італ. Torbole Casaglia) — муніципалітет в Італії, у регіоні Ломбардія, провінція Брешія.
Торболе-Казалья розташоване на відстані близько 450 км на північний захід від Рима, 75 км на схід від Мілана, 10 км на захід від Брешії.
Населення — 6539 осіб (2014).

## Демографія
Населення за роками:

Станом на 1 січня 2023 року в муніципалітеті офіційно проживали 692 іноземці з 50 країн, серед них 141 громадянин країн Євросоюзу та 32 громадяни України.

## Сусідні муніципалітети
- Аццано-Мелла
- Кастель-Мелла
- Лограто
- Ронкаделле
- Травальято